# 4689 Donn
4689 Donn је астероид главног астероидног појаса са средњом удаљеношћу од Сунца која износи 2,286 астрономских јединица (АЈ).
Апсолутна магнитуда астероида је 13,5.